# Hans-Olaf-Henkel-Preis – Preis für Wissenschaftspolitik
Hans-Olaf-Henkel-Preis – Preis für Wissenschaftspolitik  ist eine Auszeichnung, die von 2007 bis 2013 alle zwei Jahre von der Leibniz-Gemeinschaft für herausragende Leistungen bei der Förderung der Wissenschaften in der Bundesrepublik Deutschland vergeben wurde.
Der Preis ehrte Persönlichkeiten, die ein herausragendes Engagement für die Wissenschaft zeigten und deren Wirken zu einer verbesserten Anerkennung der Wissenschaft in der Öffentlichkeit führte.
Der Preis erinnerte an die Amtszeit von Hans-Olaf Henkel als Präsident der Leibniz-Gemeinschaft von 2001 bis 2005. Er war mit einem Preisgeld in Höhe von 20.000 Euro dotiert. Die Preisjury bestand aus Wissenschaftlern, Wissenschaftsadministratoren, Wirtschafts- und Medienvertretern. Vorsitzender der Jury war Joachim Treusch, Präsident der Jacobs University Bremen.
Vorschlagsberechtigt für den Preis waren die Mitglieder der Allianz der Wissenschaftsorganisationen, die Arbeitsgemeinschaft industrieller Forschungsvereinigungen „Otto von Guericke“, Acatech – Deutsche Akademie der Technikwissenschaften, die wissenschaftlichen Leiter der Leibniz-Institute und ggf. weitere Mitglieder der Sektionen, das Bundesministerium für Bildung und Forschung sowie die Wissenschaftsministerien der Länder.

## Preisträger
- 2007: Benno Parthier
- 2009: Wolfgang Frühwald
- 2011: Dagmar Schipanski
- 2013: Hans Joachim Meyer